# Miloud Labied
 (janvier 2016).
Si vous disposez d'ouvrages ou d'articles de référence ou si vous connaissez des sites web de qualité traitant du thème abordé ici, merci de compléter l'article en donnant les références utiles à sa vérifiabilité et en les liant à la section « Notes et références ».
Miloud Labied est un artiste peintre marocain autodidacte, né à El Kelaâ des Sraghna en 1939 et mort le 9 octobre 2008 à Rabat des suites d'un cancer. Il fait partie des peintres les plus importants de la scène artistique marocaine et a su créer un signe qui lui est propre tout en se remettant en question régulièrement.
Proche de Fouad Bellamine, autre peintre majeur marocain, ou de Ahmed Louaghdiri, peintre-jardinier, Miloud Labied se défendait d'être un peintre naïf. Sa première exposition a eu lieu à la galerie Bab Rouah à Rabat en 1958.

## Biographie
Fils de l'artiste Radia Bent Lhoucine, c'est sa rencontre à l'âge d'environ 20 ans avec Jacqueline Brodkskis, chargée de l’atelier de peinture du ministère de la Jeunesse et des Sports au Maroc, qui va le conforter dans son engagement artistique. Plus tard, le collectionneur Abderrahmane Serghini sera l'un de ses principaux soutiens.
Peintre, mais également photographe et sculpteur, Miloud Labied a connu plusieurs périodes, alternant ses formes rondes, nées comme il le disait du spectacle fortuit des parties intimes de son père, et une approche géométrique quasi-monochromatique avant de revenir à ses formes initiales.[réf. nécessaire]
Son travail photographique relève davantage du témoignage sur l'époque la plus importante de la genèse de la scène artistique marocaine. On y retrouve parmi les près de 4 000 négatifs qu'il a laissés des portraits d'artistes, d'intellectuels, marocains ou étrangers, mais aussi de chats et de poupées, deux sujets de prédilection de Miloud Labied.[réf. nécessaire]
En 1999, il passe six mois à la Cité internationale des arts de Paris au même moment qu'Abdelaziz Benkhay, peintre et de Mehdi Akhrif, poète. Bien qu’il se considérait comme un « peintre chercheur », renouvelant sans cesse son style et incorporant dans ses œuvres tout ce qu’il avait à portée de main, on trouve un point commun à ses compositions : la ligne circulaire. Ainsi, mis à part un nouveau choix de couleurs plus sobres et moins voyantes et un éclatement au niveau des formes peintes, ses toiles les plus récentes ne sont pas très différentes de celles de ses débuts.[réf. nécessaire]
Depuis sa première exposition au Musée des Oudayas à Rabat en 1958, il a participé à plusieurs expositions, aussi bien au Maroc qu’à l’étranger. L’Égypte, la France, le Portugal, l’Irak, le Danemark, l’Espagne ne sont que quelques exemples de pays ayant abrité ses expositions.
Son appartement de Rabat, rue Mohammadia, était un petit musée avec des œuvres de peintres amis et des meubles art déco chinés au gré de ses promenades. Il possédait également une collection de montres qu'il a vendues quelques années avant sa mort et dont le fruit lui aura permis de financer sa fondation à Mejjat non loin de Amizmiz. Dans cette fondation, il a exposé jusqu'à sa mort une partie de ses œuvres et de sa collection.
L'une de ses œuvres datant de 1996 a été offerte par le Maroc à l'Unesco en 2005. 

## Expositions

### Principales expositions personnelles
- 2006-2007 : Galerie Venise Cadre, Casablanca
- 2000 : Galerie Bab Rouah, Rabat
- 1992 : Galerie Almanar, Casablanca ; Galerie l’Atelier, Rabat
- 1983 : Galerie Bab Rouah, Rabat ; Galerie Œil, Rabat
- 1977 : Galerie Nadar, Casablanca ; Galerie Structure BS, Rabat
- 1976 : Galerie Nadar, Casablanca
- 1975 : « Gouache », Galerie L’Atelier, Rabat
  - « Reliefs », Galerie Nadar, Casablanca
  - Galerie Bab Rouah, avec Kacimi, Rabat
- 1969 : Galerie La Découverte, Rabat
- 1963 à 1968 : Galerie Bab Rouah, Rabat

### Principales expositions collectives
- 2006 : « Cent ans de peinture au Maroc », institut Français de Rabat
- 2004 : Wereldmuseum, Rotterdam
- 2003 : Art contemporain du Maroc, Bruxelles ; The Brunei Gallery, Londres
- 1999 : Salon d’Automne, Casablanca ; « Peintres en partage », Paris
- 1997 : Rencontre inter-arabe et méditerranéenne, Bab Rouah, Rabat
- 1991 : Palacio de Cristal, Madrid ; « Présence artistique du Maroc », Portugal
- 1988 : « Peinture contemporaine au Maroc », Bruxelles, Ostende et Liège
- 1986 : « Présence artistiques du Maroc », Grenoble
- 1981 : Peinture marocaine contemporaine, Fondation Joan Miro, Barcelone
- 1978 : 2e Biennale arabe, Rabat ; Petits formats, Galerie l’Atelier, Rabat
- 1972 : Première biennale arabe, Bagdad
- 1969 : « École marocaine », Copenhague
- 1964 : Rencontre internationale, Musée des Oudayas, Rabat
- 1958 : Musée des Oudayas, Rabat